# Treilles
Treilles é uma comuna francesa na região administrativa de Occitânia, no departamento de Aude. Estende-se por uma área de 12,42 km². Em 2010 a comuna tinha 252 habitantes (densidade: 20,3 hab./km²).